# Rincão Maciel
Rincão Maciel é um distrito do município brasileiro de Giruá, no estado do Rio Grande do Sul. Foi criado em 2003, desmembrado do distrito-sede.